# Brasão de Telêmaco Borba
O Brasão de Telêmaco Borba, aprovado em 1981,  juntamente com a bandeira e o hino, constitui um dos símbolos do município brasileiro supracitado, no estado do Paraná, representando sua cultura e história. O brasão de Telêmaco Borba também está presente na bandeira do município.
O projeto de lei do modelo do escudo oficial de Telêmaco Borba remonta à primeira legislatura municipal, tendo encaminhamento em 1964 pelo prefeito Péricles Pacheco da Silva para a Câmara Municipal, a fim de que fosse aprovado.
As características do brasão remete a um escudo em estilo português, de forma arredondada e banhado de ouro filetado de prata, junto à cinco árvores de pinho entre escudete de prata carregado de três Pinheiros do Paraná. Abaixo há uma cornucópia de prata voltada para a ponta, derramando pepitas de ouro. Há ainda uma haste de milho frutada e ramos de soja granada. Está escrito “Telêmaco Borba” entre as inscrições de ouro “5 de Julho de 1963″, em caracteres latino moderno.